# Bartolomeinatten

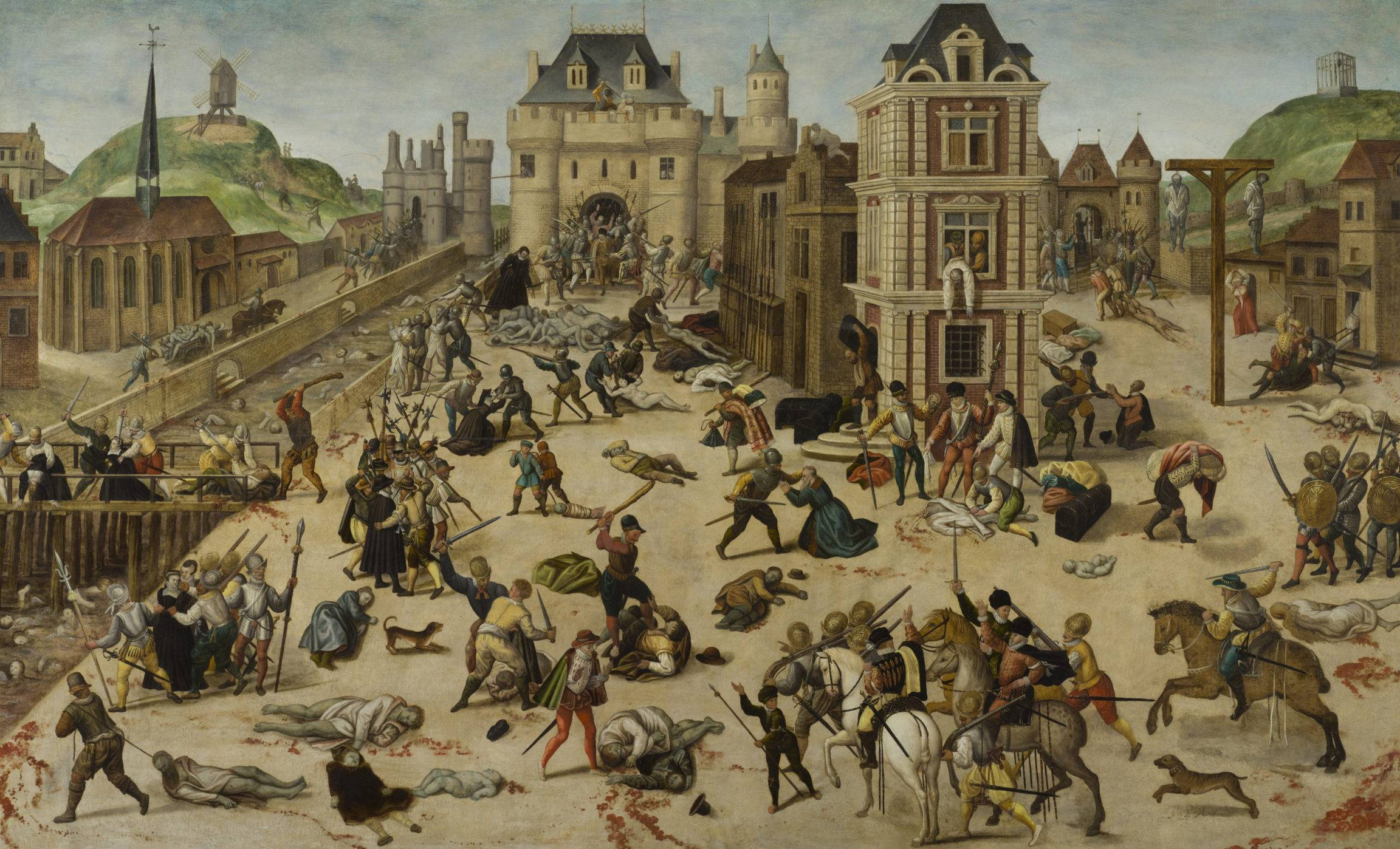
Le massacre de la Saint-Barthélemy, målning av François Dubois.

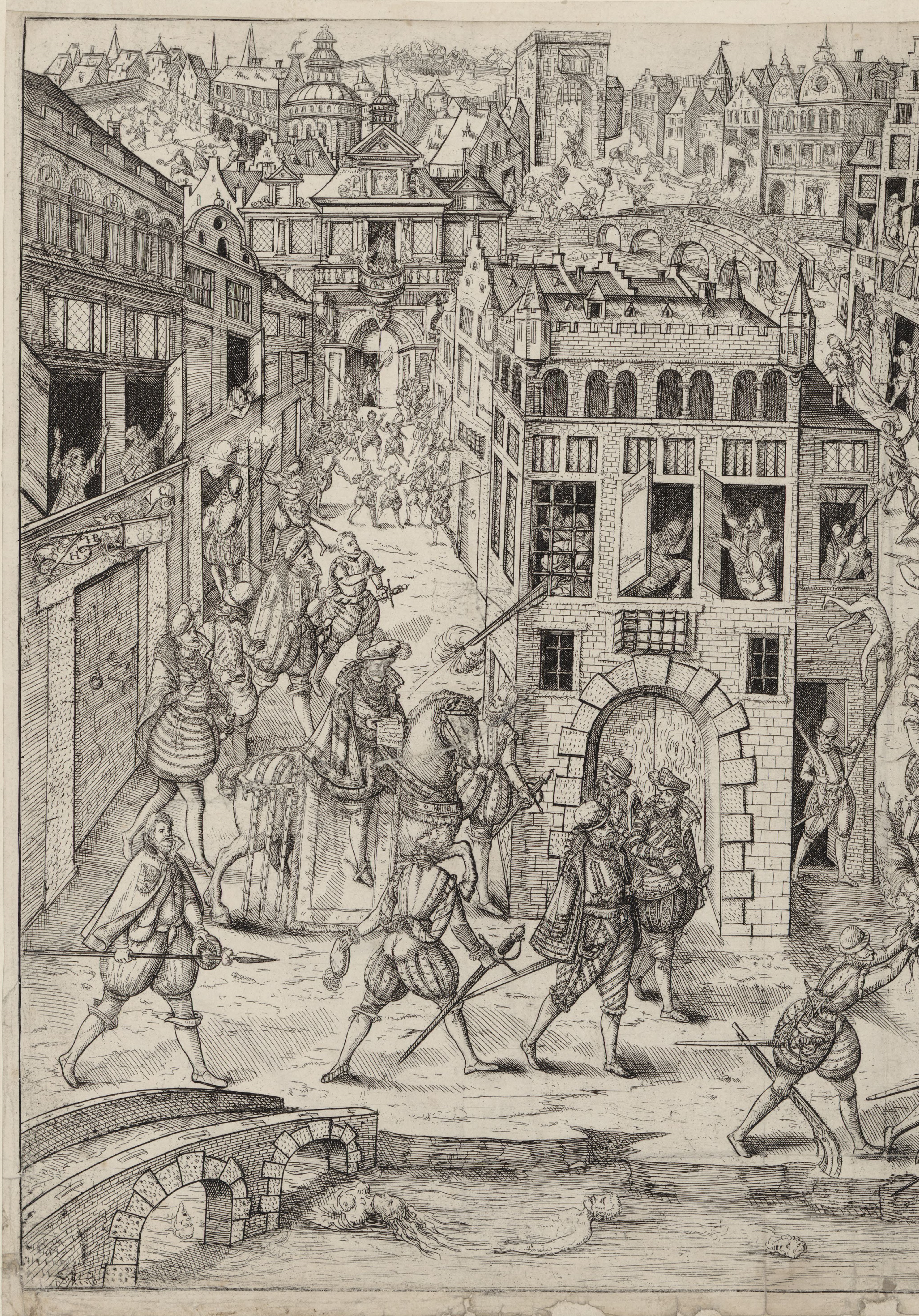
Scen från Bartolomeinatten, efter samtida gravyr.

Bartolomeinatten, parisiska blodsbröllopet (franska la Saint-Barthélemy, noces vermeilles), var en stor massaker på franska protestanter (hugenotter) som ägde rum i Paris natten till den 24 augusti 1572 – aposteln Bartolomaios (Bartolomeus) helgondag – i samband med bröllopet mellan Henrik av Navarra och Margareta av Valois, syster till kung Karl IX av Frankrike.

## Historia
Den utlösande faktorn till massakern var attentatet mot amiral Gaspard de Coligny, en protestantisk adelsman som var rådgivare till Karl IX. Attentatet följdes av en massaker på amiralens anhängare. Händelsen var kulmen på långvariga politiska konflikter i Frankrike och en av många brickor i inbördeskriget.
Det var Karl IX:s mor, Katarina av Medici, och flera höga ämbetsmän som låg bakom lönnmordsförsöket på Coligny. Katarina, som hade valt katolikernas sida i religionsstriderna, befarade att Frankrike i förbund med England och tyska protestanter skulle starta ett krig mot det katolska Spanien och hon ville därför röja Coligny ur vägen. Attentatet misslyckades, men protestanterna hotade med hämnd om inte rättvisa skipades omgående. Katarina av Medici, som utövade stort inflytande på sin son, Karl IX, tvingade då sin son till att samtycka till blodbadet på protestanterna, genom att få sonen att tro att det förelåg ett hot mot hans liv.
Blodbadet inleddes vid tretiden på morgonen den 24 augusti 1572. Kyrkklockorna började plötsligt ringa och det var signalen till att massakern skulle inledas. Hertigen av Guise och hans män mördade Coligny i hans bostad och uppmanade sedan massorna att döda alla protestanter och att det var kungens order.
Mellan den 24 och 29 augusti utspelade sig fruktansvärda scener på gatorna i Paris och mördandet av protestanter spreds även till landsorten. Så många som 3 000 människor skall ha mist livet bara i Paris och totalt räknar man med cirka 10 000 dödade hugenotter.
Händelsen, som fick genomgripande politiska konsekvenser, hälsades som en seger av de katolska länderna och kung Filip II av Spanien skall ha yttrat att "Detta är den största glädjen i mitt liv". Påven Gregorius XIII anordnade en tacksägelsegudstjänst och framförde sina gratulationer till Katarina av Medici. Karl IX däremot drabbades av svåra samvetskval och lär ha utropat: "Vilka onda råd har jag icke följt! O min Gud, förlåt mig!".

## Bartolomeinatten i litteraturen
- Bartolomeinatten av Prosper Mérimée
- Drottning Margot av Alexandre Dumas d.ä.
- Bartholomeinatten av Stanley Weyman
- Den eviga elden av Ken Follett